# TIE Fighter
TIE Fighter — TIE-Истребитель (рус. Сдвоенные Ионные Двигатели, сокр. СИД-Истребитель или разговорно «СИДка»), фантастический космический истребитель во вселенной «Звёздных войн». Работающие на спаренных ионных двигателях (англ. Twin Ion Engine, отсюда и аббревиатура TIE), TIE Fighter’ы изображены как быстрые, но хрупкие истребители, производимые вымышленной корпорацией Sienar Fleet Systems для Галактической Империи. TIE Fighter’ы и другие TIE-корабли появляются во всех фильмах оригинальной трилогии «Звёздных войн»: «Новая надежда» (1977), «Империя наносит ответный удар» (1980) и «Возвращение джедая» (1983), а также во многих произведениях по расширенной вселенной Star Wars. Несколько вариантов моделей и игрушек TIE Fighter’ов, а также компьютерных игр-симуляторов данного истребителя были созданы компаниями, производящими сопутствующие товары для франшизы «Звёздных войн».

## Создание и дизайн
Сотрудник компании Industrial Light & Magic Колин Кантвелл создал концепцию модели истребителя, в которой он был представлен с шарообразной кабиной и гексагональной конструкцией крыла, для «Новой надежды». Первоначально изображённые в голубой цветовой гамме, модели TIE fighter’ов для первого фильма «Звёздных войн» были сделаны серыми, чтобы лучше выглядеть на голубом экране; TIE fighter’ы в двух последующих фильмах вновь стали тёмно-синего цвета. Дизайнер звуковых эффектов Бен Берт создали отличительный звуковой эффект для TIE fighter’а, комбинируя звуки трубного гласа слона с ездой автомобиля по мокрому асфальту.
Боевые сцены между TIE fighter’ом и «Тысячелетним соколом» и X-Wing’ами повстанцев в «Новой надежде» должны были напоминать кадры воздушных боёв Второй мировой; редакторы использовали кадры кинохроники воздушных боёв времён войны в качестве основы, после чего специалисты из Industrial Light & Magic накладывали на них спецэффекты. Истребитель джедаев, созданный для третьего эпизода второй трилогии, «Мести ситхов», был разработан путём соединения внешнего вида истребителя джедаев из второго эпизода, «Атаки клонов», и дизайна TIE fighter’а из оригинальной трилогии. Шон Кук из Dark Horse Comics разработал модель TIE predator’а для серии комиксов Star Wars: Legacy, события которой разворачиваются через 130 лет после событий «Новой надежды», которая напоминает изменённую и более продвинутую версию оригинального TIE Fighter’а.

## Характеристики
В литературе по Star Wars говорится, что компания Sienar Fleet Systems производит TIE fighter’ы и разнообразные прочие варианты кораблей TIE. Солнечные батареи TIE fighter’ов питают спаренные ионные двигателях (TIE), которые разгоняют пары топлива до огромных скоростей в практически любом направлении (при этом расходуя очень малое его количество), что даёт кораблям огромную скорость и манёвренность. Описываемые как не имеющие гипердрайва, системы жизнеобеспечения или силовых щитов, хрупкие TIE fighter’ы размещаются в большом количестве на базах или более крупных кораблях; например, Звёздный разрушитель несёт на себе крыло из 72 различных кораблей TIE. Несмотря на то, что материалы расширенной вселенной часто упоминают, что у TIE Fighterов есть катапультируемое кресло. Материалы по расширенной вселенной также упоминают, что пилотов для TIE fighter’ов, которые проходят интенсивные физические и психологические тесты, намеренно обучают так, чтобы они были наиболее сильно преданны императору Палпатину и Империи, желая принести в жертву себя и свои корабли для выполнения своей миссии.

### Другие варианты кораблей TIE
В дополнение к TIE fighter’ам на протяжении фильмов на экране появляются и множество других кораблей этого класса. Дарт Вейдер пилотирует истребитель TIE Advanced x1 в «Новой надежде». Industrial Light & Magic намеренно создала его дизайн отличным от других TIE fighter’ов, чтобы сделать его узнаваемым. Следующий фильм, «Империя наносит ответный удар», представляет на экране модели TIE shuttle, который доставляет капитана Ниду (Майкл Калвер) на Super Star Destroyer, корабль Дарта Вейдера, и TIE bomber, бомбардирующий астероид в ходе погони за «Тысячелетним соколом». Оба данных TIE-корабля имеют дизайн, связанный с так и не использованной в фильмах концепцией корабля TIE boarding craft, разработанной для «Новой надежды». Дизайн двойной обшивки корпуса у Tie bomber’ов привёл к тому, что моделлеры компании ILM дали кораблю второе шуточное название double chili dog fighter. TIE interceptor’ы — более быстрый вариант TIE fighter’ов с кинжалообразной формой крыльев и четырьмя лазерными пушками — появляются в различных моментах фильма «Возвращение джедая». Две масштабных модели TIE interceptor были использованы во время съёмок.
Кроме того, в компьютерных и видеоиграх по Star Wars от LucasArts представлено несколько вариантов TIE кораблей, таких как TIE hunter в Rogue Squadron III и TIE mauler surface vehicle в Empire at War. TIE avenger и TIE defender — сильно обновлённые варианты предыдущих моделей кораблей во вселенной Star Wars — впервые появились в игре TIE Fighter как корабли, доступные для пилотирования игроком. Сюжет Rebel Assault II строится вокруг ликвидации возможности Империи производить истребители TIE phantom, оснащённые системой маскировки; кампания в игре X-Wing Alliance также основана на уничтожении системы экспериментального дистанционного управления TIE fighter’ами.
В литературе по Star Wars также упоминаются различные модели TIE-кораблей. Корран Хорн пилотировал TIE clutch в романе «Я, джедай», а TIE raptor’ы атаковали Rogue Squadron в романе «Команда Соло». TYE wing’и — гибриды истребителей TIE fighter и Y-wing — появятся как в «Я, джедай», так и в «Rogue Squadron: Маскарад». Серия комиксов Dark Horse Dark Empire показывает как пилотируемые дроидами TIE/D, так и «танки столетия» TIE crawler’ы. Руководства к настольным играм фирмы West End Games также содержат сведения о различных моделях, которые включают TIE/fc (противопожарный корабль), TIE/gt (штурмовой истребитель), TIE/rc (корабль разведки) и TIE scout (корабль дальней разведки).

## Культурное влияние
Модель TIE Fighter’а, использовавшаяся в съёмках последних эпизодов «Новой надежды», была продана на аукционе за 350000 долларов. Поклонниками была построена модель TIE Fighter’а площадью 16 футов на 20 футов и весом в 1000 фунтов по случаю тридцатой годовщины «Звёздных войн» в качестве части гала-парада, проводившегося в 2007 году в городе Кристал-Лейк, Иллинойс. Создание редактором журнала Wired модели TIE fighter’а из кофейных чашек и кофемешалок производства компании Starbucks, побудило журнал организовать конкурс для своих читателей, где они могли бы представить примеры своего искусства из подобных материалов этой компании.
Компания Kenner выпускала игрушки на основе TIE fighter’ов и TIE interceptor’ов в то время, когда в кинотеатрах шли фильмы оригинальной трилогии Star Wars, а литая модель TIE Bomber’а от фирмы Kenner является редким коллекционным экземпляром. Фирма Hasbro также выпускала игрушки на основе TIE fighter’ов, TIE bombe’ов и TIE interceptor’ов. Обе компании также выпускали экшен-фигурки лётчиков, пилотировавших TIE fighter’ы. Компания Lego выпускала конструкторы на основе TIE fighter, TIE bomber, TIE interceptor, TIE defender и TIE advanced. Один из восьми мини-наборов транспортных средств от Lego, выпущенных в 2002 году, был TIE advanced, а детали из всех восьми могли быть объединены для создания TIE bomber’а. Члены Lucasfilm имели доступ к выпущенному ограниченным тиражом набору TIE fighter’а. Decipher и Wizards of the Coast, фирмы, выпускающие настольные игры, выпустили различные карты TIE fighter’ов и связанные с ними карты для настольных игр Star Wars Customizable Card Game и Star Wars Trading Card Game соответственно.
В 1994 году LucasArts выпустила компьютерную игру Star Wars: TIE Fighter в жанре симулятора, в которой игрок выступает в роли имперского пилота, пилотируя различные варианты кораблей TIE. Варианты кораблей TIE также являются доступными для игрока в игре Star Wars: Battlefront II и появляются в других играх от LucasArts по вселенной Star Wars.

## Модели серии TIE
- TIE Fighter — обыкновенный недорогой истребитель, поставленный на массовое производство. Не имел системы жизнеобеспечения, дефлекторного щита гиперпривода и ракетных установок. В атмосфере развивал скорость до 1050 километров в час. Был вооружён сдвоенной лазерной пушкой. Выпускался Галактической Империей. Имел довольно низкие боевые характеристики, что не устраивало имперское военное командование, поэтому модель TIE начала постоянно совершенствоваться, что породило огромную серию истребителей самой различной направленности.
- TIE/LN Fighter или TIE/line Fighter — появляется в играх Star Wars: Battlefront, Star Wars: Battlefront II, MMORPG Star Wars Galaxies, а также в нескольких книгах серии «Галактика Страха».
- TIE/IN Interceptor — появляется в играх Star Wars: Battlefront II, Star Wars: Galactic Battlegrounds и Star Wars: Galactic Battlegrounds: Clone Campaigns.
- Super TIE/LN Fighter
- TIE/gt Fighter — появляется в новелле Dark Forces: Jedi Knight.
- TIE/sr Fighter — появляется в играх Star Wars: Empire at War и Star Wars: Empire at War: Forces of Corruption.
- TIE/sa Bomber  — появляется в играх Star Wars: Battlefront, Star Wars: Battlefront II и Star Wars: Galactic Battlegrounds: Clone Campaigns.
- TIE Heavy Bomber ·
- TIE/IT Interdictor Fighter